# 침착해! 스쿠비 두
《침착해! 스쿠비 두》(영어: Be Cool, Scooby-Doo! 비 쿨, 스쿠비-두![*])는 카툰 네트워크에서 방영하는 미국의 TV 애니메이션이다. 《스쿠비 두》 시리즈 작품 하나이다.

## 시놉시스
스쿠비 갱의 고등학교 졸업 직후, 여름부터의 이야기가 펼쳐진다. 그래서 1화부터 벨마가 대학에 가네 마네하는 이야기가 나온다.

## 등장인물
스쿠비 두 (Scooby Doo)
섀기 로저스 (Shaggy Rogers)
프레드 존스 (Fred Jones)
벨마 딩클리 (Velma Dinkley)
데프니 블레이크 (Daphne Blake)

## 에피소드

### 시리즈 개요
| 시즌 | 시즌 | 에피소드 | 에피소드        | 방송 날짜       | 방송 날짜        | 방송 날짜     |
| 시즌 | 시즌 | 에피소드 | 에피소드        | 시즌 시작       | 시즌 종료        | 방송사        |
| ---- | ---- | -------- | --------------- | --------------- | ---------------- | ------------- |
|      | 1    | 26       | 20              | 2015년 10월 5일 | 2016년 3월 12일  | 카툰 네트워크 |
| 6    | 1    | 26       | 2017년 6월 20일 | 2017년 6월 20일 | 부메랑           |               |
|      | 2    | 26       | 15              | 2017년 9월 28일 | 2017년 12월 22일 | 부메랑 SVOD   |
| 11   | 2    | 26       | 2018년 3월 8일  | 2018년 3월 18일 | 부메랑           |               |